# Kaori Fujino
Kaori Fujino (藤野 可織, Fujino Kaori) (Quioto - 14 de fevereiro de 1980) é uma escritora japonesa. Conquistou o 103° Prêmio Bungakukai com o conto Iyashii Tori (いやしい鳥) e o 149° Prêmio Akutagawa com o romance Tsume to Me (爪と目).

## Infância e educação
Fujino nasceu em Kyoto em 1980 e viveu lá durante seus anos escolares, eventualmente concluindo um mestrado na Universidade Doshisha de Kyoto com uma tese sobre o fotógrafo Ihei Kimura. Embora ela inicialmente tivesse planejado se tornar uma curadora de museu, depois de se formar Fujino trabalhou em um emprego de meio período em uma editora, apoiando sua carreira de escritora.

## Carreira
Em 2006, Fujino fez sua estreia literária com o conto Iyashii tori, que ganhou o 103º Prêmio Bungakukai e foi posteriormente publicado em livro com o mesmo título. Seu curto romance Tsume to Me, sobre uma jovem observando o comportamento da amante de seu pai, foi publicado em 2013 e ganhou o 149º Prêmio Akutagawa. Desde que ganhou o Prêmio Akutagawa, Fujino publicou principalmente contos, muitos dos quais foram reunidos no livro de 2014 Final Girl (ファイナルガール) e no livro de 2017 Dress (ドレス).
Em 2017, a Fundação Japão patrocinou a residência de Fujino no International Writing Program da Universidade de Iowa.

## Reconhecimento
- 103º Prêmio Bungakukai (2006)[5]
- 149º Prêmio Akutagawa (2013上) [9]

## Trabalhos
- Iyashii tori (いやしい鳥), Bungei Shunjū, 2008,ISBN 9784163274409
- Patorone (パトロネ), Shueisha, 2012,ISBN 9784087714449
- Ohanashishitekochan (おはなしして子ちゃん), Kodansha, 2013,ISBN 9784062186308
- Tsume to Me (爪と目), Shinchosha, 2013,ISBN 9784103345114
- Final Girl (ファイナルガール), Fusōsha, 2014,ISBN 9784594070281
- Dress (ドレス), Kawade Shobō Shinsha, 2017,ISBN 9784309026244